# Dankmar Adler
Dankmar Adler (Lengsfeld, 3 luglio 1844 – Chicago, 16 aprile 1900) è stato un architetto e ingegnere statunitense.
È noto soprattutto per la sua collaborazione di quindici anni con Louis Sullivan, durante la quale progettarono grattacieli innovativi che mettevano in risalto la struttura in acciaio attraverso il design esterno: il Wainwright Building a St. Louis, Missouri (1891), il Chicago Stock Exchange Building (1894) e il Guaranty Building a Buffalo, New York (1896).

## Biografia
Adler nacque a Stadtlengsfeld, in Germania; sua madre, Sara Eliel, morì durante il parto. Nel 1854 si trasferì negli Stati Uniti con suo padre, Liebman Adler, un rabbino. Si stabilirono a Detroit, dove Liebman divenne rabbino della Congregazione Beth-El. Successivamente si trasferirono a Chicago. Adler ricevette un'istruzione elementare a Detroit e ad Ann Arbor, prima di abbandonare la scuola per diventare disegnatore.
Adler prestò servizio nell'Esercito dell'Unione durante la Guerra Civile con la Batteria "M", 1º Reggimento di Artiglieria Leggera dell'Illinois, come soldato semplice. Durante questo periodo, si occupò di lavori di ingegneria nelle campagne di Chattanooga e Atlanta.
Dopo la guerra, intraprese la carriera di architetto a Chicago, inizialmente collaborando con Augustus Bauer e successivamente con Ozias S. Kinney. Nel 1871, Adler fondò una partnership con Edward Burling, che portò alla realizzazione di oltre 100 edifici.
Successivamente, Adler avviò un'attività autonoma. Nel 1880 assunse Louis Sullivan come disegnatore e progettista, facendolo diventare partner tre anni dopo.
La collaborazione tra Adler e Sullivan fu di breve durata; a causa di una crisi nel loro studio architettonico, scaturita dal panico del 1893, e del desiderio di Adler di coinvolgere i suoi due figli nell'attività, si creò un conflitto con Sullivan. Di conseguenza, Adler lasciò la partnership per unirsi a un'azienda di ascensori come ingegnere e venditore. Dopo un breve periodo, tornò all'architettura, collaborando con i suoi due figli, ma non riuscì mai a riconquistare la rilevanza che aveva avuto con Sullivan.
L'Auditorium Building progettato da Adler e Sullivan (1889) è un esempio precoce di eccellente ingegneria acustica, così come la Sinagoga Kehilath Anshe Ma'ariv. Entrambi i progetti si ispirarono alle ottime acustiche del precedente Central Music Hall di Adler. Pur essendo un esperto acclamato in acustica, Adler non riuscì mai a spiegare completamente le straordinarie proprietà acustiche dei suoi edifici.
Insieme al suo partner Burling e successivamente come partner di Adler e Sullivan, Adler giocò un ruolo cruciale nella ricostruzione di gran parte di Chicago dopo il Grande Incendio. È considerato un leader della scuola di architettura di Chicago. Oltre ai loro pionieristici successi con edifici a struttura in acciaio e grattacieli, Dankmar Adler e Louis Sullivan furono tra i primi datori di lavoro e mentori di Frank Lloyd Wright, il quale lodava Adler come "l'Ingegnere Americano" e il suo "Grande Capo", con un'ammirazione che superava persino quella riservata a Sullivan, che chiamava il suo "lieber meister".
L'ultimo grande edificio progettato da Adler fu il Tempio Isaiah. Adler morì a Chicago e fu sepolto lì nel cimitero di Mount Mayriv.

## Eredita'
Fotografie e altri materiali d'archivio sono custoditi presso le biblioteche Ryerson e Burnham dell'Art Institute of Chicago. La collezione di Dankmar Adler, composta da lettere, documenti e fotografie, include anche un'autobiografia.

## Vita privata
Il 25 giugno 1872, Adler sposò Dila Kohn (5 luglio 1850 - 3 dicembre 1918). I loro figli includono: Abraham K. Adler (13 settembre 1873 - 30 ottobre 1914), Sidney Adler (26 giugno 1876 - 25 novembre 1925) e Sadie Adler (nata nel 1878).

## Opere
Con Adler & Sullivan:
- Dexter Building (1887–2006) ·
- Tomba di Martin Ryerson (1897) ·
- Auditorium Building e Auditorium Theatre (1889) ·
- Tomba di Carrie Eliza Getty (1890) ·
- Wainwright Building (1890) ·
- Pueblo Opera House (1890) ·
- Garrick Theater (1891–1961) ·
- Pilgrim Baptist Church (1891–2006) ·
- Tomba Wainwright (1892) ·
- Cimitero di Bellefontaine (1892) ·
- Union Trust Company Building (1892-93) ·
- Transportation Building (1893) ·
- Guaranty Building (1894) ·
- Chicago Stock Exchange Building e arco (1894) ·
- Bayard-Condict Building (1899) ·
- Carson, Pirie, Scott and Company Building (1899)

Altre:
- Old Chicago Tribune Building, Dearborn & Clark
- Delmonico's, Madison & Clark
- Kingsbury Hall, Clark Street
- Garrett Biblical Institute, Lake Street
- Methodist Church Block, Clark Street
- Samuel Cole Building, W. Lake Street – 1873
- William Rowney Building – 1873
- St James Episcopal Cathedral, E. Huron Street – 1875
- Row Houses, 2225–2245 N. Burling Street – 1875
- Sinai Temple, Indiana Avenue and 21st Street – 1875
- Central Music Hall – 1879
- Borden Block – 1879–80
- Grand Opera House – 1880
- Rothschild Store – 1881
- Jewelers Building 1881–82
- Revell Building – 1881–83
- Third McVickers Theatre – 1883
- Thirty-Ninth Street Passenger Station, ICR – 1883
- Troescher Building – 1884[15]
- Springer Block and Kranz Buildings – 1885–87
- Selz, Schwab & Company Factory – 1886–87
- Wirt Dexter Building – 1887
- Standard Club of Chicago – 1887–88
- James H. Walker Warehouse – 1888
- Auditorium Building – 1887–1889
- Hebrew Manual Training School – 1889–90
- Pueblo Opera House – 1890
- E. W. Blatchford Warehouse – 1889
- Kehilath Anshe Ma'ariv Synagogue (later Pilgrim Baptist Church) – 1890–91, interni distrutti in un incendio nel 2006
- Wainwright Building, St. Louis, Missouri – 1891
- Schiller Building – 1891–92
- James Charnley House – 1891–92
- Albert Sullivan Residence – 1891–92
- Transportation Building, Fiera Colombiana di Chicago – 1891–93
- Guaranty Building, Buffalo, New York – 1894